# Canciones andaluzas para 2 guitarras
Canciones andaluzas para 2 guitarras ist das erste von vier Alben der Brüder Paco de Lucía und Ramón de Algeciras, die zwischen 1967 und 1969 veröffentlicht wurden.
Die Kompositionen entstammen überwiegend dem Genre der populären Copla andaluza, wobei deren latent vorhandene Flamencoelemente durch die Interpretation der beiden Gitarristen in den Vordergrund gerückt werden.
Die beiden Gitarristen werden auf einigen Tracks der Aufnahmen durch perkussiven Elemente unterstützt: Der Zapateado des Flamencotänzers Antonio Valdepeñas wird von Pilar La Cubanita und Antoñita Imperio durch Kastagnetten und Palmas begleitet.
Auf Drängen der Plattenfirma Philips sind die ersten vier Alben der Brüder durch die Wahl des Repertoires weitgehend kommerziell ausgerichtet. Dennoch zeigen die Alben nach Meinung der Musikethnologin Julia Banzi das „zukünftige Genie, die Originalität und die technischen Fähigkeiten“ von Paco de Lucía.

## Titelliste
1. Que viene el coco (Paco de Lucía/José Torregrosa) (Guajira) – 2:47
2. La Zarzamora (Quintero/León/Quiroga) (Bulerías) – 2:18
3. Canción del río (Perelló/Monreal) (Tientos) – 3:20
4. Al conquero (Paco de Lucía/José Torregrosa) (Fandango) – 2:28
5. Los piconeros (Perelló/Mostazo) (Jaleos) – 2:35
6. Reja de celos (Serrapi/Valderrama) (Bulerías) – 3:00
7. Pepa Banderas (Quintero/León/Quiroga) (Tanguillos) – 2:27
8. El Inclusero (Serrapi/Valderrama) (Rumba) – 3:06
9. Limosna de amores (Quintero/León/Quiroga) (Farruca) – 2:40
10. Romance gitano (León/Quiroga) (Bulerías) – 2:55
11. Te lo juro yo (León/Quiroga) (Bulerías) – 2:36
12. Abril en Sevilla (Paco de Lucía/José Torregrosa) (Sevillanas) – 2:43